# London (motorfiets)
London is een historisch merk van motorfietsen.
Rex Patents Ltd., Clapham, London. 
Engels merk, opgericht in 1903. London bouwde motorfietsen met motorblokken van De Dion, Minerva en MMC. Voor 1905 was de productie al beëindigd.